# Am I OK?
Pour plus de détails, voir Fiche technique et Distribution.
Am I OK? est un drame romantique américain, réalisé par Stephanie Allynne et Tig Notaro et sorti en 2022.

## Synopsis
Une jeune femme se pose des questions sur sa vie et sur sa sexualité...

## Fiche technique
- Titre original : Am I OK?
- Réalisation : Tig Notaro, Stephanie Allynne
- Scénario : Lauren Pomerantz
- Photographie : Cristina Dunlap
- Montage : Wendy Greene Bricmont
- Musique : Cristina Dunlap
- Producteur : Christopher Brown
- Pays d'origine :  États-Unis
- Langue originale : anglais américain
- Format : couleur
- Genre : Drame romantique
- Durée : 90 minutes

## Distribution
- Dakota Johnson (VF : Delphine Rivière) : Lucy
- Sonoya Mizuno : Jane
- Jermaine Fowler (en) (VF : Diouc Koma) : Danny
- Kiersey Clemons : Brittany
- Molly Gordon : Kat
- Whitmer Thomas (en) (VF : Garlan Le Martelot) : Ben
- Sean Hayes : Stu
- Tig Notaro (VF : Anne Plumet) : Sheila
- Odessa A'zion (VF : Marie Tirmont) : Sky
- Addison Timlin : le dernier rendez-vous de Lucy (non créditée)

 Source et légende : version française (VF) sur RS Doublage